# Megumi Kurihara
Megumi Kurihara (栗原恵?, Kurihara Megumi; Etajima, 31 luglio 1984) è un'ex pallavolista giapponese.
Giocava nel ruolo di schiacciatrice.

## Carriera

### Club
Megumi Kurihara inizia a giocare a pallavolo fin dal bambina: nel 1998 entra nella squadra della sua scuola, la Mitajiri, dove resta fino al 2003. Nella stagione 2003-04 viene ingaggiata dalle NEC Red Rockets, in V.League, dove resta per una sola annata, per poi trasferirsi nel campionato seguente alle Pioneer Red Wings, club col quale gioca per sette annate e vince lo scudetto nel 2006.
Nella stagione 2011-12 viene ingaggiata per la prima volta all'estero dalla Dinamo-Kazan, squadra militante nella Superliga russa con la quale vince lo scudetto. Nella stagione successiva torna in patria, alle Okayama Seagulls, restandovi per due annate, prima di trasferirsi nel campionato 2014-15 all'Hitachi Rivale, dove milita per un quadriennio. Nella stagione 2018-19 si accasa alle JT Marvelous, dove, al termine del campionato, conclude la sua carriera.

### Nazionale
Nel 2002 ottiene le sue prime convocazioni in nazionale, con cui partecipa ai Giochi della XXVIII Olimpiade di Atene e ai Giochi della XXIX Olimpiade di Pechino e conquista quattro medaglie al campionato asiatico e oceaniano, ossia l'argento nel 2003, il bronzo nel 2005, successivamente bissato nel 2009, e l'oro nel 2007.
Conquista in seguito la medaglia di bronzo al campionato mondiale 2010, dopo il quale continua a rappresentare il Giappone fino al 2012, quando dà l'addio alla nazionale.

## Palmarès

### Club
- Campionato giapponese: 1

2005-06
- Campionato russo: 1

2011-12

### Nazionale (competizioni minori)
- Trofeo Valle d'Aosta 2004

### Premi individuali
- 2003 - Torneo Kurowashiki Coppa dell'Imperatrice: Miglior esordiente
- 2005 - Torneo Kurowashiki Coppa dell'Imperatrice: Sestetto ideale
- 2006 - V.League: Miglior servizio
- 2006 - V.League: Premio giocatrice suprema
- 2006 - V.League: Sestetto ideale
- 2007 - V.Premier League: Miglior servizio
- 2007 - Torneo Kurowashiki: Sestetto ideale
- 2009 - V.Premier League: Miglior servizio
- 2008 - World Grand Prix: Miglior realizzatrice
- 2008 - World Grand Prix: Miglior servizio
- 2016 - V.Premier League: Premio d'onore